# Apollonis
Apollonis (altgriechisch Ἀπολλωνίς) war eine antike Stadt im nördlichen Lydien auf halbem Weg zwischen Pergamon und Sardes, 22 km nordwestlich von Thyateira. Die Ruinen, darunter Reste der Stadtmauer, befinden sich beim heutigen Mecidiye.
Die Stadt wurde im 3. Jahrhundert v. Chr. von Attalos I. gegründet und nach seiner Frau Apollonis genannt. Die Gründung wurde unter seinem Sohn Eumenes II. durch Synoikismen erweitert, unter anderem durch Ansiedlung von „Makedonen“ aus dem Seleukidenreich. 133 v. Chr. wurde die Stadt von Aristonikos und seinen „Heliopoliten“ vorübergehend erobert. Im Jahr 17 gehörte Apollonis zu den vom Erdbeben zerstörten Städten, denen Tiberius zum Wiederaufbau einen mehrjährigen Steuernachlass gewährte.
In christlicher Zeit war Apollonis Bischofssitz. Auf das Bistum geht das Titularbistum Apollonis der römisch-katholischen Kirche zurück.